# Vito Badalamenti
Vito Badalamenti (Cinisi, 29 aprile 1957) è un mafioso italiano.

## Biografia

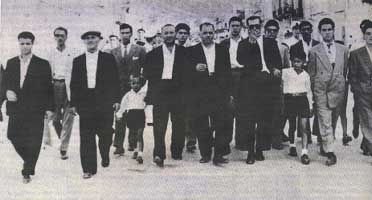
Peppino Impastato con il padre alla festa di santa Fara, patrona del paese. Al centro, con gli occhiali, Gaetano Badalamenti con il figlio Vito per mano.

Figlio del più noto boss Gaetano Badalamenti, ricercato dal 1995 per associazione di tipo mafioso; dal 22 novembre 2000 è stato spiccato nei suoi confronti un mandato d'arresto internazionale. Era tra i più pericolosi criminali ricercati dalle forze dell'ordine italiane; dal marzo 2012 viene tolto dall'elenco per prescrizione della pena.
All'inizio della seconda guerra di mafia, Vito Badalamenti lascia Cinisi insieme al padre nel 1981, per emigrare prima in Brasile, poi in Spagna, dove viene arrestato insieme al padre per l'affare Pizza connection. Estradato dalla Spagna verso gli Stati Uniti nel 1984, trascorre 4 anni in carcere poiché non paga la cauzione di diversi milioni di dollari. Alla fine del processo, mentre il padre sarà condannato a 45 anni di prigione, sarà assolto da tutte le accuse.
In Italia, viene condannato a 6 anni di reclusione nell'ambito del processo Maxi quater a Cosa nostra.
La stampa lo accredita come latitante all'estero, in Brasile o forse in Australia, da dove continuerebbe a gestire affari con la mafia italoamericana e con quella siciliana.
Il 30 marzo 2012 la Corte d'Appello di Palermo, presieduta da Gianfranco Garofalo, accoglie il ricorso dei suoi legali Paolo Gullo e Vito Ganci, dichiarando estinta per prescrizione la pena inflittagli.